# 薩迦巴
薩迦巴（藏語：ས་སྐྱ་པ་，威利转写：sa skya pa），簡稱薩迦（藏語：ས་སྐྱ，威利转写：sa skya），是藏传佛教萨迦派五祖八思巴借助于元朝的政府机制在全西藏建立起来的隶属于元朝的政教合一的自治政权，是西藏历史上各教派統治時期的第一个政权，稱薩迦王朝。该王朝统治范围位于宣政院辖地。
薩迦巴开始於1253年八思巴掌教薩迦派，结束於1358年薩迦派失势於帕木竹巴，共105年。

## 历史
薩迦巴出现之前，西藏经历了三百多年的独立時期。在政治上各个部落各自為政，在文化上卻是一個百家爭鳴的時代，各種學說、各種教派紛紛形成。對西藏未來的歷史產生了巨大的影響。藏传佛教也是在這一時期成為主導整個西藏的宗教。
1240年，正处蒙古帝国第二次西征时期，蒙古大汗窩闊台的皇子闊端派遣大將多達，率軍深入西藏，企圖了解西藏的政治形勢和眾多教派的詳細情況。1244年，60餘歲的藏传佛教薩迦派高僧薩迦·班智達（简称薩班）受闊端的邀請，起程前往涼州。1247年，薩班與闊端會晤，並以西域學者為譯師，向闊端宣講佛法。闊端逐漸敬信並決定免除天下僧尼的賦稅和兵役。闊端並為薩班建造「幻化寺」，供奉了大量的財寶，由此開始了西藏喇嘛與蒙古之間的直接交流；史稱“涼州會盟”。1251年，薩班過世，不久後闊端亦逝。
1251年（藏曆鐵豬年）夏，由闊端之子蒙哥都帶領薩迦班智達的姪子八思巴至六盤山見蒙哥的弟弟忽必烈，被視為施主與福田。八思巴不僅向其講述佛法，而且還解答了忽必烈所提出的許多疑難問題，使忽必烈對佛法產生虔誠的信仰。1253年，八思巴接受薩班臨終前所傳衣缽及法螺等物，遂成為薩迦派的新教主，史称藏传佛教萨迦派五祖。後跟隨忽必烈左右。1254年，八思巴受賜“優禮僧人詔書”。
1260年（中統元年），忽必烈在開平自立為可汗，隨後並封八思巴為國師，受玉印，任中原法王，統領全國佛教。1263年，八思巴歸返西藏，行前被封為藏區政教之主，受賜珠寶冊印。1264年，在擊敗位於蒙古本土也自稱大汗的胞弟阿里不哥後，忽必烈下诏设立总制院，命八思巴以國師身份兼領該院院事。總制院（1288年後改為「宣政院」）是直属中央政府管辖的国家机构，設有三个「宣慰使司都元帥府」（即吐蕃等處、吐蕃等路、烏思藏納里速古魯孫等三路），负责掌管全国佛教事宜和處理管轄整个西藏地區的軍政事務。宣慰使司下面則轄有管理民政的萬戶府（總數13個）、千戶所，并设有院使、同知、副使等官员，下辖西藏地区各级地方行政机构，包括宣慰司、安抚司、招讨司、万户府、元帅府等。總制院的设立，是以宗教領袖統治西藏地區之始。藏傳佛教在忽必烈的推崇下，在社會與政治上均有極高的地位。此后諸位元帝均受藏傳佛教的戒律，藏傳佛教也逐漸推廣到蒙古各部。
1270年，八思巴為忽必烈灌頂；忽必烈為報答他的灌頂之恩和造字之功，晉封他為帝师、大寶法王，並通過八思巴的舉薦，任命了總管西藏事務的行政長官和13個萬戶府的萬戶長。 “百年之间，朝廷所敬礼而尊信之者，无所不用其極。虽帝后賓妃，皆因受戒而为之膜拜。正衙朝会，百官班列，而帝师亦或专席于坐隅。”
1271年，忽必烈改國號為大元，建立元朝，而忽必烈即為元世祖，又於1279年滅掉了南宋，统治全中国。此時原蒙古帝國已分裂為元朝和四大汗國，各自為政，大蒙古國不復存在。而這時西藏則為元朝所設立的宣政院所管轄。一方面，由於元世祖及其後的元朝皇帝的大力支持，宣政院的職權一直由薩迦派所掌握，負責統治整個西藏地區。另一方面，元政府不僅成功在政治上控制了西藏，在文化和其他層面也受到西藏很大的影響，比如八思巴就曾經根據忽必烈的要求，按照藏文字母的拼音方式創造了蒙古文字，史稱「八思巴文」。兩者的關係是互惠的。元朝还几次派遣官员入藏，在萨迦本钦的配合下，清查西藏各地的户口，确定各个万户的贡赋，并且建立驿站以及保证驿站交通的乌拉差役制度，在此基础上，元朝在西藏驻扎军队，设立各级官府，以保证对西藏的统治和政令的推行。但在元代中後期受止貢噶舉派挑戰。
元末元顺帝中后期，汉地局势混乱，萨迦派在西藏的領導地位受到新興的帕木竹巴（元史作伯木古魯萬戶）的挑戰。在薩迦巴統治下的各部落中，止貢、帕竹和蔡巴三個萬戶長轄區地廣人眾，佔有舉足輕重的地位。1358年，帕竹首領絳曲堅贊 借故揮兵進占薩斯迦，廢除最後一任薩迦本欽，控制了西藏大部分地區，由此结束了薩迦巴統治西藏的時期。

## 萨迦巴历任统治者
| 序列 | 姓名              | 在任时间    |
| 1    | 八思巴            | 1253-1280年 |
| 2    | 达玛巴拉          | 1280-1287年 |
| 3    | 夏巴·嘉央仁钦坚赞 | 1287-1305年 |
| 4    | 达钦桑波贝        | 1306-1324年 |
| 5    | 达钦囊卡来巴      | 1325-1343年 |
| 6    | 嘉央屯月坚赞      | 1343-1344年 |
| 7    | 索南坚赞          | 1345-1349年 |